# نوفيري سيتايوان
نوفيري سيتايوان (بالإندونيسية: Novri Setiawan) (11 نوفمبر 1993 بادنغ إندونيسيا - ) هو لاعب كرة قدم إندونيسي، شارك في دورة الألعاب الآسيوية 2014.

## روابط خارجية
- نوفيري سيتايوان على موقع قاعدة بيانات كرة القدم.إي يو (الإنجليزية)
- نوفيري سيتايوان على موقع ناشيونال فوتبول تيمز (الإنجليزية)
- نوفيري سيتايوان على موقع Soccerway.com (الإنجليزية)